# Madvillainy
Madvillainy (дословно — «Безумное злодейство») — дебютный альбом американского хип-хоп-дуэта Madvillain, состоящего из рэпера MF Doom’а и продюсера Madlib’а. Альбом был выпущен лейблом Stones Throw 23 марта 2004 года. Альбом был коммерчески успешным. Для обоих музыкантов он стал первым альбомом, попавшим в чарт Billboard 200, где он занял 179-ю строчку, став одним из самых продаваемых альбомов лейбла. Альбом был позитивно воспринят критиками. Madvillainy также освещался в изданиях, обычно не публикующих статьи о хип-хоп альбомах, среди которых The Washington Post, The New York Times и The New Yorker. Считается рядом критиков и слушателей одним из лучших альбомов обоих музыкантов. Ряд изданий и сайтов, посвящённых музыке, включили Madvillainy в свои списки лучших альбомов 2000-х годов.

## Предыстория
В 1999 году, оправившись после смерти брата и проблем с лейблом Elektra, MF Doom выпустил альбом Operation: Doomsday на лейбле Fondle ’Em Records. Альбом приобрёл статус культового в андерграунд хип-хоп-среде. Позже Madlib дал интервью Los Angeles Times, в котором заявил, что хотел бы совместно поработать с двумя музыкантами: J Dilla и MF Doom.
В 2001 году лейбл Fondle ’Em закрылся. MF Doom, в очередной раз оставшийся без лейбла, стал нелюдимым, живя в это время между Лонг-Айлендом и городом Кеннесо, пригороде Атланты, штат Джорджия. У Иотэна «Egon» Алапатта (англ. Eothen Alapatt), менеджера лейбла Stones Throw, в том же городе жил друг, знавший MF Doom’а. Egon попросил друга передать рэперу (до этого не знавшему о Madlib’е и лейбле Stones Throw) несколько инструменталов Madlib’а. Через 3 недели Doom ответил, заявив, что инструменталы ему понравились и он хочет работать вместе. Один из «квазименеджеров» Doom’а выдвинул предложение: предоставить билеты в Лос-Анджелес и 1500 долларов за 3 совместных трека с Madlib’ом. Лейбл, несмотря на то, что у них не осталось средств после покупки билетов, сразу согласился. MF Doom и его менеджер прилетели в Лос-Анджелес. Менеджер первым делом отправилась к Egon’у с требованием заплатить за совместные треки, о чём он сам вспоминает в интервью Pitchfork:

Первое, что его менеджер сделала — зашла в мою спальню, которая также была офисом, и начала требовать эти 1500 баксов. Тогда я понял, что если она тут, то DOOM был с [Madlib’ом], и чем дольше я буду заговаривать ей зубы, тем дольше они будут находиться вместе и, может быть, всё получится.
Оригинальный текст (англ.)The first thing his manager did was get me in my bedroom, which was also the office, and corner me about the 1,500 bucks. I realized that if she was in here, then DOOM was with [Madlib], and the longer I kept up this charade with her, the longer they’ll vibe and maybe it all might work out.

Egon пообещал, что скоро всё заплатит. Вскоре лейбл смог набрать нужную сумму и заключил контракт с Madlib’ом и MF Doom’ом, написав его на одноразовой бумажной тарелке. Позже Peanut Butter Wolf, основатель лейбла, рассказал, что «в то время написанный от руки анти-контракт был милой шуткой».

## Название и обложка
Название группы, Madvillain (дословно — «Безумный злодей») — словослияние части псевдонима Madlib’а (Mad, в переводе с англ. — «безумный») и прозвища MF Doom’а, villain (в переводе с англ. — «злодей»). Название альбома образовано от названия группы, с заменой слова villain на villainy (в переводе с англ. — «злодейство»).
Обложка альбома была создана Джеффом Джанком (англ. Jeff Jank), сооснователем, креативным директором и дизайнером лейбла Stones Throw. В интервью журналу Ego Trip он рассказал о работе над ней:

В то время, в 2003 году, у Doom’а не было публичного образа. Знатоки хип-хопа знали, что он носит маску, что десятилетие назад он участвовал в группе KMD, но в целом он оставался загадкой. Поэтому я хотел поместить его самого на обложку, чтобы сделать дефинитивную обложку альбома Doom’а. Особенно важно было показать человека, который по какой-то причине носит маску, а не «изображение маски». Я не знаю, пришла ли такая мысль ещё кому-то в голову, но для меня это было важным.
Оригинальный текст (англ.)Back then, 2003, Doom didn't really have public image. Hip-hop heads knew he wore a mask, that he'd been in KMD a decade earlier, but he really was a mystery. So, I really wanted to get a shot of him on the cover, just to make a definitive Doom cover. Specifically I was thinking of a picture of this man, who happened to wear a mask for some reason, as opposed to "a picture of a mask." I don't know if the distinction would occur to anyone else, but to me it was a big deal.

Фотография для обложки была сделана Эриком Коулманом (англ. Eric Coleman) в доме Stones Throw, в котором записывался альбом. Была создана первая версия обложки. Она выглядела как чёрно-белая фотография MF Doom’а в маске на белом фоне. Обложка напомнила Джанку обложку альбома Madonna певицы Мадонны, на которой буква O была выделена оранжевым цветом. В качестве шутки-отсылки к этой обложке, а также чтобы добавить некую отличительную черту, он добавил в правый верхний угол оранжевый квадрат. Эта версия обложки стала финальной.

## Запись
В 2002 году музыканты начали работу над альбомом. За несколько недель Madlib создал около сотни инструменталов, которые использовались в альбоме Madvillainy, в совместном альбоме с J Dilla Champion Sound, а также в совместных альбомах с рэперами M.E.D. и Дадли Перкинсом. Сам Madlib заявляет, что «работал с теми, кто был в тот момент рядом». Работа над Madvillainy велась в доме, где располагался лейбл Stones Throw, в районе Маунт Вашингтон в Лос-Анджелесе. Лейбл снял для Doom’а номер в гостинице, однако музыкант всё равно проводил всё время в доме лейбла. Помимо работы над альбомом, они с Madlib’ом пили пиво, ели блюда тайской кухни и курили каннабис. Первыми треками, записанными в то время, стали «Figaro» и «Meat Grinder».
В ноябре 2002 года Madlib отправился в Бразилию, где помимо участия в Red Bull Music Academy (в рамках которого он провёл лекцию, на которой впервые показал публике незаконченные версии нескольких треков из альбома — «America’s Most Blunted» и «Great Day») он, вместе с рядом других продюсеров, среди которых Cut Chemist, DJ Babu и J Rocc, занялся crate digging’ом — поиском виниловых пластинок с записями малоизвестных исполнителей, семплы с которых он позже сможет использовать в своих треках. По словам музыканта, он приобрёл несколько ящиков пластинок (два из которых позже были утеряны), потратив на них около пяти тысяч долларов. Находясь в Бразилии, он продолжил работу над Madvillainy, записав бо́льшую часть альбома в номере отеля, используя только портативный проигрыватель пластинок с новыми записями, семплер Roland SP-303 и кассетный магнитофон. За 14 месяцев до релиза альбома, когда демозапись альбома была почти закончена, кто-то украл её и позже выложил в интернет. В интервью Pitchfork Джефф Джанк рассказывает об этом:

Мы думали, что это больно ударит по продажам альбома. Во время выступлений DOOM’а и Madlib’а люди подходили к ним и рассказывали, насколько им понравился их альбом, поэтому они сказали: «К чёрту всё это, с нас хватит!». Madlib продолжил работу над другими проектами, а DOOM… ну, с ним никогда не знаешь, что он делает.
Оригинальный текст (англ.)<…> and we thought it would completely ruin sales. <…> People were approaching DOOM and Madlib at shows to tell them how much they liked the album, so they were like, ‘Fuck it, I’m done.’ Madlib started on other stuff, and DOOM, well, you never know what he’s doing.

За 2003 год оба музыканта выпустили другие альбомы. Madlib выпустил совместный альбом с Джей Диллой в составе дуэта Jaylib, названный Champion Sound. MF Doom выпустил два альбома: Take Me to Your Leader, от лица своего альтер эго, трёхголового дракона King Geedorah, и Vaudeville Villain от лица альтер эго Viktor Vaughn. После этого музыканты решили вернуться к Madvillainy.
Для финальной версии альбома MF Doom немного изменил тексты песен, а также сменил манеру чтения — с «гиперактивной, восторженной» в демозаписи на «мягкую, спокойную, уверенную». Лейбл также попросил Madlib’а переделать несколько треков, на что он ответил что не помнит источников семплов. За неделю до сдачи диска в печать Egon также заметил, что у альбома отсутствует нормальная концовка. Сняв в аренду студию, лейбл отправил музыкантов создавать концовку для альбома. В итоге они написали трек «Rhinestone Cowboy» с использованием записанного ещё в Бразилии инструментала.
В мае 2016 года во время Red Bull Music Academy в Нью-Йорке Madlib рассказал о работе над Madvillainy:

Работа над альбомом не была чем-то необычным. Мы просто отдыхали, ходили в клубы, напивались. Я дал ему диск с инструменталами, я пошёл спать, он работал над музыкой, он ушёл спать, я просыпаюсь, записываю ещё инструменталов, слушаю, что у него там получилось. Если мы оба не спали, то могли съесть грибов и… И потом мы слушали музыку, когда она была готова.
Оригинальный текст (англ.)The process wasn't really a big deal. We just hung out, went to clubs, got drunk. I handed him a beat CD, I go to sleep, he worked on some music, he go[es] to sleep, I wake up, I make some more beats, listen to what he did. We might take some shrooms together if we [are] awake at the same time and... And then listen to the music when it's done.

## Релиз
11 ноября 2003 года был выпущен первый сингл альбома, содержавший 2 трека — «Money Folder» и «America’s Most Blunted». Сингл был выпущен только в виде 12-дюймовой пластинки. 17 февраля 2004 года, также на 12-дюймовых пластинках, был выпущен второй сингл, содержавший треки «All Caps» и «Curls».
Madvillainy был выпущен 23 марта (29 марта в Великобритании) 2004 года лейблом Stones Throw. Альбом ждал неожиданный коммерческий успех. Он был популярен настолько, что у дистрибьютора лейбла, EMI, который в течение двух лет был недоволен продажами альбомов лейбла, он закончился на складе. Альбом достиг 179-й строчки чарта Billboard 200. Всего было продано около 150 000 экземпляров альбома. Madvillainy стал одним из самых успешных альбомов лейбла и позволил им открыть новый офис в районе Хайленд-Парк.
На треки из альбома были сняты три клипа: клип на трек «All Caps», срежиссированный Джеймсом Рейтано (англ. James Reitano), и клипы на треки «Rhinestone Cowboy» и «Accordion», срежиссированные Эндрю Гурой (англ. Andrew Gura).
В 2012 году лейбл Stones Throw выпустил Madvillainy Instrumentals — альбом, состоящий из инструменталов из альбома Madvillainy. Изначально он был выпущен ещё в 2004 году, в виде двух виниловых пластинок без обложки, а также через цифровую дистрибуцию, но, по словам лейбла, «они так и не смогли собраться и полноценно выпустить его до [2012 года]».
В 2014 году, в честь десятилетия Madvillainy, лейбл Stones Throw выпустил специальное ограниченное переиздание альбома на виниловых пластинках. Оно поднялось в чарте Billboard 200 на 117-ю строчку, выше, чем оригинальный релиз, обойдя по продажам за неделю моно-переиздание «Белого альбома» группы The Beatles.
27 сентября 2014 года, в честь всемирного дня магазина кассет, Madvillainy был перевыпущен на кассетах.

## Критика
| Совокупная оценка    | Совокупная оценка |
| Источник             | Оценка            |
| -------------------- | ----------------- |
| Metacritic           | 93/100            |
| Оценки критиков      |                   |
| Источник             | Оценка            |
| Allmusic             | [ 21 ]            |
| Alternative Press    | 5/5               |
| Blender              | [ 23 ]            |
| Entertainment Weekly | B                 |
| HipHopDX             | 5.0/5             |
| Mojo                 | [ 26 ]            |
| Pitchfork            | 9,4/10            |
| PopMatters           | [ 4 ]             |
| Q                    | [ 27 ]            |
| Роберт Кристгау      | (A−)              |
| Rolling Stone        | [ 29 ]            |
| Stylus Magazine      | 8/10              |
| URB                  | [ 31 ]            |

### На момент выхода
Madvillainy получил положительные отзывы критиков. Агрегатор рецензий Metacritic, на основе 20 рецензий, выставил альбому среднюю оценку 93 из 100. Pitchfork поставил альбому оценку 9,4 из 10, назвав его «самым ожидаемым релизом в истории андерграунд рэпа» и «невероятно выдающимся, со слоями глубоко продуманного, но безотлагательного хип-хопа, думающего наперёд, при этом оставаясь близким к истокам», отметив, что «Madlib и Doom по отдельности показали себя на данном альбоме в своей лучшей форме». Журнал Rolling Stone поставил альбому оценку 3,5 из 5, заявив, что «треки Madlib’а — мягкие, с треском пыли. <…> И как MC, Doom их прекрасно дополняет. В частности, его манера читки, неразборчивая и в то же время изящная, со слогами, расплывающимися по инструменталу, а не дополняющими его». Журнал Entertainment Weekly поставил оценку «B» («хорошо»), назвав Madvillainy «взрывной инди-рэп сессией двух парней, находящихся практически на пике своей формы». Сайт HipHopDX поставил альбому оценку 5 из 5, отметив, что в сумме талант музыкантов больше, чем по отдельности и заявив: «альбомам, которые называют классикой, обычно нужно время, чтобы получить этот статус. Но они не придерживались никаких правил, когда записывали его. Почему я должен? Этот альбом — классика. Да, именно так. Классика». Журнал Mojo поставил оценку 4 из 5, назвав альбом «симфонией плотно сконструированного хаоса» и отметив, что «неясность Madvillainy — одна из причин его великолепия». Журнал Q также поставил оценку 4 из 5, заявив, что «Madlib — самый инновационный битмейкер со времён Prince Paul’а, создавший чудной, основанный на мультфильмах фон для мелодичной игры слов Doom’а». Сайт AllMusic поставил альбому оценку 4,5 из 5, отметив, что «сила Madvillainy заключается в комбинации кажущихся слабыми инструменталов, семплов и читки». Музыкальный критик Роберт Кристгау поставил альбому оценку «A-», назвав его «восхитительной фантасмагорией».
Некоторые издания, обычно не публикующие статьи о хип-хоп альбомах, также выпустили ряд публикаций, посвящённых альбому. Среди них были статьи в The Washington Post, The New York Times, The New Yorker.
Помимо хвалебных рецензий, ряд изданий включили Madvillainy в свои списки лучших альбомов 2004 года. Pitchfork поместил альбом на шестое место в списке лучших альбомов 2004 года, отметив, что альбом «показывает лучшие стороны обоих музыкантов, не копируя ничего из их прошлых работ». PopMatters поместил альбом на девятое место в списке 100 лучших альбомов 2004 года, назвав группу «мощным сплавом золота и железа: золотых пальцев Madlib’а и железной маски MF Doom’а». В списке 60 лучших альбомов 2004 года по версии Prefix альбом оказался на первом месте. Журнал Spin поместил альбом на 17-е место в списке 40 лучших альбомов 2004 года, заявив, что «продакшн Madlib’а <…> горяч, как жерло вулкана». В списке 40 лучших альбомов 2004 года по версии Stylus Magazine альбом оказался на втором месте. В ежегодном опросе критиков Pazz & Jop еженедельника The Village Voice альбом занял 11-е место. Журнал The Wire и сайт Allmusic также включили альбом в свои несортированные списки лучших альбомов 2004 года.

### Ретроспективная
Опубликовав хвалебные рецензии, музыкальные критики не забыли про Madvillainy и спустя годы. К концу десятилетия, когда пришло время подводить итоги, ряд музыкальных журналов и сайтов включили альбом в свои списки лучших альбомов 2000-х. Журнал Clash поместил альбом на 47-е место в списке 100 лучших альбомов, выпущенных за время работы журнала Clash, отметив, что альбом «непочтительно относится к профессионализму» и «даже не старается нести какой-либо смысл». Помимо этого, журнал отметил Madvillainy в своём списке 10 лучших альбомов, назвав его «одним из лучших хип-хоп альбомов десятилетия». Журнал Complex добавил альбом в список 100 лучших альбомов, доступных в Spotify, отметив, что альбом «не предназначался для радио, но были слишком хорош для андерграунда». Журнал также отметил альбом в списке 25 рэп альбомов прошедшего десятилетия, достойных именоваться классикой, назвав его «классической записью, которая имела глуповатую мультяшную непредсказуемость, сбалансированную моментами чудной искренности». Журнал Fact поместил Madvillainy на 14 строчку списка 100 лучших альбомов 2000-х, заявив, что альбом — «идеальное соединение жёстких инструменталов и невероятных рифм». Он также поместил альбом на второе место в списке 100 лучших инди-хип-хоп альбомов всех времён, назвав его «возможно самым знаковым моментом знакового рэпера и знакового продюсера всего движения». The Guardian поместил альбом в список 1000 альбомов, которые стоит услышать, прежде чем вы умрёте, назвав альбом «красочным окном в мир [MF Doom’а]». Сайт HipHopDX поместил альбом в список 30 лучших андерграунд хип-хоп альбомов, выпущенных с 2000 года, отметив, что это «супер рэп альбом, достигший небывалых творческих высот». Сайт также отметил альбом в списке 10 лучших альбомов нулевых.
Журнал NME поместил Madvillainy на 411-е место в своём списке «500 величайших альбомов всех времён», добавив: «вполне возможно, что MF Doom и Madlib не изобрели андерграунд рэп, но они точно отточили его до совершенства». Pitchfork поместил альбом на 25-е место в списке 200 лучших альбомов 2000-х, заявив, что «хоть по отдельности музыканты и выпустили тонны отличного, мрачного андерграундного хип-хопа, Madvillainy был <…> безупречным сотрудничеством двух одинаково мыслящих талантов». PopMatters поместил Madvillainy на 49-ю строчку списка 100 лучших альбомов 2000-х, назвав его «элегантным виниловым калейдоскопом эфемерной музыки и отрывков из мультфильмов Hanna-Barbera» и заявив: «Это сотрудничество — лучшее в карьерах обоих музыкантов и одно из лучших в истории хип-хопа. Точка». Slant Magazine поместил альбом на 39-ю позицию списка 100 лучших альбомов 2000-х, назвав его «бесспорной вершиной андерграундного рэпа нулевых». Spin поместил альбом на 123-ю позицию списка 300 лучших альбомов прошедших 30 лет, назвав композиции альбома «вечными». Stylus Magazine поместил альбом на 13-ю позицию в списке 50 лучших альбомов 2000—2005 годов, отметив: «ещё никогда злодей не был таким хорошим». В июне 2016 года журнал Q отметил Madvillainy среди альбомов, не попавших в список величайших альбомов, выпущенных за прошедшие 30 лет. «Сумасшедшие гении андерграунд-хип-хопа, Madlib и MF DOOM, сошлись в этом лабиринте прокуренных набросков, связавшем воедино вымысел и общедоступность», — пишет журнал.

## Наследие
Madvillainy оказал влияние на хип-хоп, повлияв также на целое поколение музыкантов и рэперов, в числе которых рэперы Дэнни Браун и Kirk Knight, инди-поп-группа Cults, продюсер и диджей Cashmere Cat, неосоул-коллектив Jungle, диджей и рэпер Flying Lotus, рок-музыкант Том Йорк, а также рэперы Chester Watson, Joey Badass, Bishop Nehru, Tyler, The Creator и Earl Sweatshirt. Сам Earl Sweatshirt заявляет, что Madvillainy стал для его поколения тем, чем было творчество Wu-Tang Clan для предыдущего поколения рэперов. В 2009 году была выпущена видеозапись из студии Mos Def’а во время работы над его альбомом The Ecstatic. На ней рэпер цитирует строки MF Doom’а из различных композиций и называет его одним из лучших рэперов. По его словам, «[Doom] рифмует так же странно, как я чувствую». Он также отметил Madvillainy, заявив, что «когда вышел Madvillainy, я купил его на виниле. У меня не было проигрывателя. Я купил альбом чтобы просто смотреть на него. Через некоторое время я начал говорить себе: „Я понимаю его!“».
В 2015 году, в честь кампании по перезапуску шестидесяти серий комиксов All-New, All-Different Marvel, Marvel выпустила дополнительные варианты обложек комиксов (англ. variant cover), выполненные в стилистике известных хип-хоп альбомов. Среди них была обложка комикса про Тора, созданная на основе обложки Madvillainy. На ней Тор, которого в 2014 году Marvel превратила в женщину, стоит в маске, в правом верхнем углу расположен оранжевый квадрат с изображением Мьёльнира внутри, а вместо названия альбома написано «THE MIGHTY THOR» (рус. Могучий Тор). «В течение многих лет, комиксы Marvel и хип-хоп культура вели непрерывный диалог. Начиная с этого октября, мы прольём свет на отношения между этими двумя уникальными силами», — сказал главный редактор Marvel Аксель Алонсо (англ. Axel Alonso). Вице-президент издательства Райан Пенагос (англ. Ryan Penagos) также отметил, что данные обложки должны «отдать дань уважения знаменитым альбомам, любимым как фанатами комиксов, так и их создателями».

## Список композиций
| №                   | Название                                         | Текст песни                            | Музыка              | Длительность |
| ------------------- | ------------------------------------------------ | -------------------------------------- | ------------------- | ------------ |
| 1.                  | «The Illest Villains»                            | Дэниел Думилэй, Отис Джексон-младший   | MF Doom, Madlib     | 1:55         |
| 2.                  | «Accordion»                                      | Думилэй, Джексон-младший               | Madlib              | 1:59         |
| 3.                  | «Meat Grinder»                                   | Думилэй, Джексон-младший               | Madlib              | 2:12         |
| 4.                  | «Bistro»                                         | Думилэй, Джексон-младший               | Madlib              | 1:07         |
| 5.                  | «Raid» (совместно с Medaphoar)                   | Думилэй, Джексон-младший, Ник Родригес | Madlib              | 2:30         |
| 6.                  | «America’s Most Blunted» (совместно с Lord Quas) | Думилэй, Джексон-младший               | Madlib              | 3:54         |
| 7.                  | «Sickfit» (инструментал)                         | Джексон-младший                        | Madlib              | 1:22         |
| 8.                  | «Rainbows»                                       | Думилэй, Джексон-младший               | Madlib              | 2:52         |
| 9.                  | «Curls»                                          | Думилэй, Джексон-младший               | Madlib              | 1:36         |
| 10.                 | «Do Not Fire!» (инструментал)                    | Джексон-младший                        | Madlib              | 0:53         |
| 11.                 | «Money Folder»                                   | Думилэй, Джексон-младший               | Madlib              | 3:03         |
| 12.                 | «Shadows of Tomorrow» (совместно с Lord Quas)    | Думилэй, Джексон-младший               | Madlib              | 2:36         |
| 13.                 | «Operation Lifesaver AKA Mint Test»              | Думилэй, Джексон-младший               | Madlib              | 1:30         |
| 14.                 | «Figaro»                                         | Думилэй, Джексон-младший               | Madlib              | 2:26         |
| 15.                 | «Hardcore Hustle» (совместно с Wildchild)        | Джексон-младший, Джек Браун            | Madlib              | 1:22         |
| 16.                 | «Strange Ways»                                   | Думилэй, Джексон-младший               | Madlib              | 1:52         |
| 17.                 | «Fancy Clown» (совместно с Viktor Vaughn)        | Думилэй, Джексон-младший               | Madlib              | 1:56         |
| 18.                 | «Eye» (совместно с Stacy Epps)                   | Думилэй, Джексон-младший               | Madlib              | 1:58         |
| 19.                 | «Supervillain Theme» (инструментал)              | Джексон-младший                        | Madlib              | 0:53         |
| 20.                 | «All Caps»                                       | Думилэй, Джексон-младший               | Madlib              | 2:10         |
| 21.                 | «Great Day»                                      | Думилэй, Джексон-младший, Блейк Литем  | Madlib              | 2:17         |
| 22.                 | «Rhinestone Cowboy»                              | Думилэй, Джексон-младший               | Madlib              | 4:02         |
| Общая длительность: | Общая длительность:                              | Общая длительность:                    | Общая длительность: | 46:10        |

## Использованные семплы
1. The Illest Villains
- Sun Ra — «Contrast» (1972, My Brother the Wind Volume II)[81] — Вступление (0:00).
- Morton Stevens — «Beach Trip» (1968, Hawaii Five-O:Original TV Soundtrack)[82] — Основная мелодия (0:11).
- Вокальные семплы взяты из различных трейлеров 30-50-х годов. Франкенштейн[83] — семпл «Has turned loose to strike terror into the hearts of men.To shock women into uncontrolled hysteria…»,и семпл «Don’t touch that !!!» (0:18 и 0:30); Призрак Франкенштейна[84] — семпл «Your mother was the lightning!» (1:08); Я был подростком-оборотнем[85] — семпл «I know they wanna kiss me, but don’t let anyone see me like that, please doctor help me!» (0:59); Дикарь[86] — семпл «What’s the matter… I was only tryin' to have fun» и семпл «Get to work on these boys, anybody bring a gun for me?» «Yeah, here’s one» (0:49 и 0:52).

2. Accordion
- Daedelus — «Experience» (2002, Invention)[87] — Основная мелодия (0:00) . Семпл указан в буклете альбома. «Accordion» contains a sample from «Experience» by Daedelus, used courtesy of Plug Research.

3. Meat Grinder
- The Mothers of Invention — «Sleeping In My Jar» (1969, Uncle Meat)[88] — Вступление, и звуковые эффекты (0:00 и 0:55).
- Lew Howard & the All-Stars — «Hula Rock» (1975, America '76)[89] — Основная мелодия (0:34)

4. Bistro
- Atlantic Starr — «Second to None» (1983, Yours Forever)[90] — Основная мелодия (0:00)
- Трейлер к фильму «Гражданин Кейн»[91] — Вокальный cэмпл («How Do You Do?») (0:11)
- MC Eiht and Compton’s Most Wanted — «Thuggin It Up» (1996, Death Threatz)[92] — Вокальный семпл («Bear with me 'cause this…») (1:06)

5. Raid
- Bill Evans — «Nardis (Live At the Montreux Jazz Festival)» — (1968, At the Montreux Jazz Festival)[93] — Вступление (0:00)
- Osmar Milito и Quarteto Forma — «America Latina» — (1972, Selva De Pedra)[94] — Основная мелодия (0:11)
- George Clinton — «Computer Games» (1982, Computer Games)[95] — Вокальный семпл («Games, games, games…») (0:59)

6. America’s Most Blunted
- The Dramatics — «In the Rain» (1972, Whatcha See Is Whatcha Get)[96] — Звуковые эффекты (звуки дождя и грома) (0:02)
- Sun Ra — «Atlantis» (1969, Atlantis)[97] — Звуковой эффект (0:04)
- Steve Reich — «Come Out» (1987, Early Works)[98] — Вокальный семпл («I had to, like, open the bruise up, and let some of the bruise blood come out to show them») (0:07)
- Jack Margolis — «Listening to Music» (1971, A Child’s Garden of Grass)[99] — Вокальный семпл («Music Listening to music while stoned is a whole new world Most cannabis consumers report it second only to sex And grass will change your musical habits, for the better») (0:29)
- Fever Tree — «Ninety-Nine and One Half» (1968, Fever Tree)[100] — Основная мелодия (0:40)
- Phil Da Agony — «Blunted» (2000, Blunted)[101] — Вокальный семпл («America’s most blunted!») (0:46)
- Edo G — "Sayin' Somethin' " (2000, The Truth Hurts)[102] — Вокальный семпл («Soon as he start sleepin', catchin' you off guard») (0:48)
- Pharoahe Monch[англ.] — «The Light» (1999, Internal Affairs)[103] -Вокальный семпл («Me rhythm now, huh?») (0:51)
- Disneyland Records and Walt Disney Records Studio Group — «Acting Out the ABC’s» (1962, Acting Out the ABC’s)[104] — Вокальный семпл («If you’ll all gather close around the phonograph») (0:53)
- Redman и DJ Kool — «Let’s Get Dirty (I Can’t Get in Da Club)» (2001, Malpractice)[105] — Вокальный семпл («Who those motherfuckers comin' in here? No! It can’t be! „YO!“) (0:58)
- Fat Boys — „Human Beat Box“ (1984, Fat Boys)[106] — Вокальный семпл (битбокс) (0:55,1:51 и 2:01)
- Leaders of the New School, Cracker Jax, Rumpletilskinz, Rampage feat. Kollie Weed — „Spontaneous (13 MC’s Deep)“ (1993, T.I.M.E.: The Inner Mind’s Eye)[107] — Вокальный семпл („Comin' kinda stupid from the station“ и „Amazing loops, loops, loops…“) (2:03 и 2:06)
- Leaders of the New School — „Classic Material“ (1993, T.I.M.E.: The Inner Mind’s Eye)[108] Вокальный семпл („From the universal“) (2:08)
- Royal Flush feat. Noreaga — „Iced Down Medallions“ (1997, Ghetto Millionaire)[109] Вокальный семпл („the best in your perimeter“) (2:10)
- Melvin Van Peebles[англ.] — „You Can Get Up Before Noon Without Being a Square“ (1969, Brer Soul)[110] Вокальный семпл („ I don’t try too tell you…“) (2:39)
- Jack Margolis — „Physical Effects“ (1971, A Child’s Garden of Grass)[111] Вокальный семпл и звуковые эффекты (Creativity, it’s a known fact that grass increases creativity From eight, to eleven times. In fact, everyone finds that they’re More creative stoned, than straight So remember: M-A-R-I-J-U… *xylophone* … A-J-U-A-N-A») (3:41)

7. Sickfit
- The Generation Gap «Family Affair» (1972, Plays «Theme From Shaft» and Other Hits)[112] — Основная мелодия (0:00)

8. Rainbows
- William Loose, Stu Phillips и Marvin Elling «Kelly» (1968, Finders Keepers Lovers Weepers Original Soundtrack)[113] Основная мелодия (0:00)
- James Brown «Blues and Pants» (1971, Hot Pants)[114] Вокальный семпл (C’Mon!) (0:02)
- William Loose, Stu Phillips и Marvin Elling «Psycho Brahim» (1968, Finders Keepers Lovers Weepers Original Soundtrack)[115] Мелодия (2:38)

9. Curls
- Waldir Calmon[порт.] «Airport Love Theme» (1970, E Seus Multisons)[116] Основная мелодия (0:00 и 0:10)

10. Do Not Fire!
- Kishore Kumar и Asha Bhosle «Mithi Mithi Ankhiyon Se Dil Bhar De» (1976, Maha Chor[англ.])[117] Хук (0:12)
- Lata Mangeshkar «Poorab Disa Se Pardesi Aya» (1973, Suraj Aur Chanda)[118] Основная мелодия (0:02)
- Звуковые эффекты из видеоигры «Super Street Fighter II Turbo» 1994 года[119]
- Michael Jackson «Thriller» (1982, Thriller)[120] — семпл (смех Винсента Прайса) (0:08)
- Kishore Kumar и Asha Bhosle «Kol Mane Ya Na Mane» (1976, Adhikar)[121] — Мелодия (0:40)
- Skillet & Leroy и LaWanda Page «Slack Jawed Leroy» (1972, Back Door Daddy)[122] Вокальный семпл (0:33)

11. Money Folder
- Вокальный семпл взят из трейлера к фильму «Ворон» 1963 года.[123] (« This is no answer…») (2:56)

12). Shadows Of Tomorrow
— R.D. Burman «Hindu Hoon Main Na Musalman Hoon» (1976, Maha Chor) Основная мелодия (0:07 и 0:27)
- Carolyn Sullivan «Dead» (1967, Dead(single))[125] барабаны (0:07)
- Монолог Sun Ra из фильма «Space is the Place» (1974)[126] (0:57, 2:00 и 2:17)

13. Operation Lifesaver AKA Mint Test
- George Duke «Prepare Yourself» (1975, I Love the Blues, She Heard My Cry)[127] Основная мелодия (0:01)
- Вокальные семплы взяты из альбома 1966 года, «Songs and Stories About the Justice League of America» (Композиции -«The Theme of the Justice League of America»[128];«Aquaman — Defeat of the Dehydrator»[129];Metamorpho: Fumo the Fire Giant[130])
- Jackson Beck «The Decoys of Ming the Merciless» (1966, The Official Adventures of Flash Gordon)[131] Звуковые Эффекты
- Dave & Ansel Collins — «Double Barrel» (1971, Double Barrel)[132] Вокальный семпл («Is the Magnifecient!»)

14. Figaro
- Dr. Lonnie Smith[англ.] «Jeannine» (1967, Finger Lickin' Good)[133] Вступление (0:00)
- Dr. Lonnie Smith[англ.] «In the Beginning» (1967, Finger Lickin' Good)[134] Основная мелодия (0:14)

15. Hardcore Hustle
- Diana Ross, The Supremes и The Temptations «Sing A Simple Song» (1969, Together)[135] Основная мелодия (0:02)
- Семплы из альбома звуковых эффектов «More Death & Horror — Sound Effects No. 21 by BBC Records» за 1978 год. Авторство принадлежит Майку Хардингу. Использованные композиции «Sweeney Todd the Barber»[136];Premature Burial[137]

16. Strange Ways
- Gentle Giant «Strange Ways» (1970, Gentle Giant)[138] Основная мелодия (0:06)
- Фрагмент из мультфильма 1951 года «Symphony in Slang»[139] Вокальный семпл («That Mary Was Going Around With an Old Flame…») (1:25)

17. Fancy Clown
- Z.Z. Hill «That Ain’t the Way You Make Love» (1975, Keep on Lovin' You)[140] Вокал и Основная мелодия (0:02 и 0:22)
- Love Unlimited «Walkin' in the Rain With the One I Love» (1972, Love Unlimited)[141] Звуковые эффекты (0:08)
- Philip Proctor и Peter Bergman «Channel 85 Sign-On» (1973, TV or Not TV: A Video Vaudeville in Two Acts)[142] Вокальный семпл (« And now subscriber, we’ve got to punch you up So, please stand by»)

18. Eye
- The Whispers «So Good» (1984, So Good)[143] Основная мелодия (0:01)

19. Supervilliain Theme
- Just-Ice «Cold Gettin Dumb» (1986, Back to Oldschool)[144] Вокальный семпл («Cold Gettin Dumb») (0:00)
- O Terço «Adormeceu» (1972, Adormeceu)[145] Основная мелодия (0:04)

20. All Caps
- Музыка из сериала «Улицы Сан-Франциско» (Сезон 3, Эпизод 10)[146] (0:00)
- Thunder and Lightning «Bumpin' Bus Stop» (1974, Bumpin' Bus Stop)[147] барабаны (0:06)
- Музыка из сериала конца 60-х «Ironside»(композитор Оливер Нельсон), (Сезон 2, Эпизод 8)[148] Основная мелодия (0:12 , 0:23 , 0:39 и 1:51). Также из этого же сериала взята концовка для трека, но уже из другой серии сериала (сезон 2, эпизод 14)[149] (1:51 и 1:59)

21. Great Day
Использована кавер версия композиции «How Can You Believe» группы «Eivets Rednow», композитор Стиви Уандер
22. Rhinestone Cowboy
- Jack Margolis «Making Love» (1972, A Child’s Garden of Grass (A Prelegalization Comedy)[151] Вокальный семпл (0:02)
- Maria Bethânia «Molambo» (1968, Recital Na Boite Barroco)[152] Звуковой эффект (аплодисменты) (0:07)
- Maria Bethânia «Mariana Mariana» (1971, A Tua PresençA)[153] Основная мелодия (0:19)

## Чарты

### Оригинальный релиз
| Чарт (2004)            | Высшая позиция |
| ---------------------- | -------------- |
| Billboard 200          | 179            |
| Top R&B/Hip-Hop Albums | 80             |
| Top Independent Albums | 10             |
| Top Heatseekers Albums | 9              |

### Переиздание 2014 года
| Чарт (2014)            | Высшая позиция |
| ---------------------- | -------------- |
| Billboard 200          | 117            |
| Top Pop Catalog Albums | 17             |
| Top Vinyl Albums       | 3              |